# Teen Choice Awards 2007
La 9ª edizione dei Teen Choice Awards si è tenuta il 26 agosto 2007 nel Gibson Amphitheatre di Los Angeles, California.

## Vincitori

### Cinema
- Miglior film d'azione/avventura: Pirati dei Caraibi - Ai confini del mondo
- Miglior film drammatico: La ricerca della felicità
- Miglior film di ragazze ribelli: L'amore non va in vacanza
- Miglior commedia: Molto incinta
- Miglior film horror/thriller: Disturbia
- Miglior attore di film drammatico: Will Smith (La ricerca della felicità)
- Miglior attrice di film drammatico: Jennifer Hudson (Dreamgirls)
- Miglior attore di film d'azione/avventura: Johnny Depp (Pirati dei Caraibi - Ai confini del mondo)
- Miglior attrice di film d'azione/avventura: Keira Knightley (Pirati dei Caraibi - Ai confini del mondo)
- Miglior attore di commedia: Will Ferrell (Talladega Nights The Ballad of Ricky Bobby, Blades of Glory)
- Miglior attrice di commedia: Sophia Bush (Il mio ragazzo è un bastardo)
- Miglior attore di Horror/thriller: Shia LaBeouf (Disturbia)
- Miglior attrice di Horror/Thriller: Sophia Bush (The Hitcher)
- Miglior cattivo: Bill Nighy (Davy Jones - Pirati dei Caraibi - Ai confini del mondo)
- Miglior fisico: Ryan Seacrest (Molto incinta)
- Miglior coppia: Keira Knightley & Orlando Bloom (Pirati dei Caraibi - La maledizione del forziere fantasma)
- Miglior attrice emergente: Sophia Bush (Il mio ragazzo è un bastardo, The Hitcher)
- Miglior attore emergente: Shia LaBeouf (Guida per riconoscere i tuoi santi, Disturbia, Transformers)
- Miglior ballo: Channing Tatum & Jenna Dewan (Step Up)
- Miglior combattimento: Pirati dei Caraibi - Ai confini del mondo - Will Turner (Orlando Bloom) vs ciurma dell'Olandese volante
- Miglior intesa: Will Smith & Jaden Smith (La ricerca della felicità)
- Miglior urlo: Steve Carell (Un'impresa da Dio)

### Televisione
- Miglior film TV: High School Musical 2
- Miglior serie televisiva drammatica: Grey's Anatomy
- Miglior serie televisiva commedia: Hannah Montana
- Miglior cartone animato: I Simpson
- Miglior reality show/varietà: American Idol
- Miglior attore di TV drammatico: Hugh Laurie (Dr. House - Medical Division)
- Miglior attrice di TV drammatica: Hayden Panettiere (Heroes)
- Miglior attore di TV commedia: Steve Carell (The Office
- Miglior attrice di TV commedia: Miley Cyrus (Hannah Montana)
- Miglior altruista: Allison Mack (Smallville)
- Miglior personalità: Tyra Banks (America's Next Top Model, The Tyra Banks Show)
- Miglior show emergente: Heroes
- Miglior emergente: America Ferrera (Ugly Betty)
- Miglior partecipante uomo a reality/varietà: Sanjaya Malakar (American Idol)
- Miglior partecipante donna a reality/varietà: Lauren Conrad (The Hills)
- Miglior cattivo televisivo: Vanessa Williams (Wilhelmina Slater) - Ugly Betty

### Musica
- Miglior singolo: Girlfriend - Avril Lavigne
- Miglior artista maschile: Justin Timberlake
- Miglior artista femminile: Fergie
- Miglior artista rap: Timbaland
- Miglior artista R&B: Rihanna
- Miglior gruppo rock: Fall Out Boy
- Miglior artista emergente - donna: Vanessa Hudgens
- Miglior artista emergente - uomo: Akon
- Miglior gruppo emergente: Gym Class Heroes
- Miglior canzone d'amore: With Love - Hilary Duff
- Miglior brano R&B: Beautiful Girls - Sean Kingston
- Miglior brano Rap/Hip-Hop: The Way I Are - Timbaland (feat. Keri Hilson & D.O.E.)
- Miglior brano rock: Thnks Fr Th Mmrs - Fall Out Boy
- Miglior brano vendicativo: What Goes Around... - Justin Timberlake
- Ragazzo più carino: Zac Efron
- Ragazza più carina: Jessica Alba
- Miglior comico: Dane Cook
- Miglior atleta maschile: Tiger Woods (golf)
- Miglior atleta femminile: Marija Šarapova (tennis)
- Miglior atleta donna di sport d'azione: Lisa Andersen (surf)
- Miglior atleta uomo di sport d'azione: Shaun White (Snowboard, Skateboard, surf)
- Miglior film estivo - drammatico/azione avventura: Harry Potter e l'Ordine della Fenice
- Miglior film estivo - commedia/musical: Hairspray
- Miglior canzone estiva: Hey There Delilah - Plaine White T's
- Miglior artista estivo: Miley Cyrus
- Miglior show televisivo estivo: Degrassi
- Miglior cast: The Hills